# Бреал
Бреал (фр. Bréhal) насеље је и општина у северној Француској у региону Доња Нормандија, у департману Манш која припада префектури Кутанс.
По подацима из 2011. године у општини је живело 3073 становника, а густина насељености је износила 241,78 становника/km². Општина се простире на површини од 12,71 km². Налази се на средњој надморској висини од 69 метара (максималној 71 m, а минималној 4 m).

## Демографија
| 1962. | 1968. | 1975. | 1982. | 1990. | 1999. | 2011. |
| ----- | ----- | ----- | ----- | ----- | ----- | ----- |
| 1.525 | 1.568 | 1.988 | 2.390 | 2.351 | 2.599 | 3.073 |

График промене броја становника у току последњих година